# Werner Greth
Werner Greth (* 17. Juni 1951 in Brillit; † 25. Oktober 1982 in Duisburg) war ein deutscher Fußballspieler.

## Laufbahn
Greth spielte von 1969 bis 1973 beim FC St. Pauli in der Regionalliga Nord. Im Sommer 1969 debütierte das Flügelstürmertalent zusammen mit Udo Böhs, Alfred Hußner und Horst Wohlers unter Trainer Erwin Türk bei den Braun-Weißen in der damaligen Zweitklassigkeit, der Regionalliga Nord. Im zweiten Jahr, 1970/71, zog er mit St. Pauli als Nordvizemeister in die Bundesligaaufstiegsrunde ein. 1972 und 1973 feierte er mit der Millerntorelf zweimal die Meisterschaft im Norden, scheiterte aber jeweils in den Aufstiegsrunden.
Zum letzten Jahr der alten Regionalligazweitklassigkeit, 1973/74, wechselte Greth dann in die Regionalliga West zu Rot-Weiß Oberhausen. Mit dem Kleeblatt-Club belegte er hinter Meister SG Wattenscheid 09 den zweiten Rang – in der Liga hatte er in 33 Einsätzen sechs Tore für die Mannschaft um Torhüter Dieter Ferner und Torjäger Lothar Kobluhn erzielt – und zog damit erneut in die Aufstiegsrunde ein. Der Aufstieg konnte gegen Tennis Borussia Berlin und den FC Augsburg nicht realisiert werden, aber RWO war als Vizemeister für die neu geschaffene 2. Bundesliga 1974/75 qualifiziert. Oberhausen stieg 1975 als 18. in das Amateurlager ab, Greth hatte 35 Spiele absolviert und vier Tore erzielt. Er wechselte daraufhin zur Runde 1975/76 zum 1. FC Saarbrücken in die 2. Bundesliga Süd, mit dem er an der Seite der Mitspieler Felix Magath und Egon Schmitt die Meisterschaft gewann und in die Bundesliga aufstieg. In 38 Einsätzen hatte er zwei Treffer für die Saarländer erzielt. In der Saison 1976/77 brachte er es auf zwölf Einsätze. Danach spielte er noch 1977/78 eine Saison in der 2. Bundesliga für Bayer Uerdingen. Mit den Mannschaftskameraden Friedhelm Funkel und Jan Mattsson belegte er mit Bayer den siebten Rang und hatte dazu in 30 Ligaspielen zwei Tore beigesteuert.
Nach seiner aktiven Karriere arbeitete der gelernte Technische Zeichner in einem Chemiewerk in Duisburg-Homberg und starb bei einem Arbeitsunfall. Er fiel in einen Stickstoffbottich und erfror bei −170 Grad Celsius.